# Rock, Rock, Rock (soundtrack)
Rock, Rock, Rock je soundtrack na kterém se podíleli The Moonglows, The Flamingos a Chuck Berry, vydaný v roce 1956 u Chess Records. Album produkovali Leonard a Phil Chess. Album obsahuje hity jako Maybellene nebo Roll Over Beethoven, obě od Chucka Berryho.

## Seznam skladeb
| Pořadí | Název                 | Interpret     | Délka |
| ------ | --------------------- | ------------- | ----- |
| 1.     | I Knew From The Start | The Moonglows | 2:02  |
| 2.     | Would I Be Crying     | The Flamingos | 3:00  |
| 3.     | Maybellene            | Chuck Berry   | 2:19  |
| 4.     | Sincerely             | The Moonglows | 3:09  |
| 5.     | Thirty Days           | Chuck Berry   | 2:21  |
| 6.     | The Vow               | The Flamingos | 2:54  |
| 7.     | You Can't Catch Me    | Chuck Berry   | 2:43  |
| 8.     | Over And Over Again   | The Moonglows | 1:56  |
| 9.     | Roll Over Beethoven   | Chuck Berry   | 2:20  |
| 10.    | I'll Be Home          | The Flamingos | 2:52  |
| 11.    | See Saw               | The Moonglows | 2:26  |
| 12.    | A Kiss From Your Lips | The Flamingos | 3:00  |